# هيو جيبسون
هيو جيبسون (بالإنجليزية: Hugh Gibson)‏ هو محامي وقاضي أمريكي، ولد في 8 نوفمبر 1918 في كاميرون في الولايات المتحدة، وتوفي في 18 يونيو 1998 في غالفستون في الولايات المتحدة.